# Can Muní (Vilopriu)
|  | No s'ha de confondre amb Can Muní (Palau-saverdera). |

Can Muní és una obra del municipi de Vilopriu (Baix Empordà) inclosa en l'Inventari del Patrimoni Arquitectònic de Catalunya.

## Descripció
Can muní és una de les dues grans masies que formen el nucli de Pins. El conjunt és format per un cos principal i diverses dependencies. Totes les cobertures són de tela a dues vessants .a façana principal és coberta a un pati- s'accedeix a la casa pel primer pis, mitjançant una terrassa. Té les obertures allindanades, un rellotge de sol amb la data del 1807, i un gran ràfec amb estructura de fusta i rajoles blanques i vermelles. El material del conjunt és el paredat, amb cantoneres de carreus als angles.

## Història
Sembla que l'origen del nucli format per aquesta masia i la propera de can Ferrer Pagès es remunta a l'època medieval. L'estat actual de la masia é el resultat de diverses obres de remodelació efectuades al llarg dels anys. Les intervencions més importants van ser realitzades en els segles XVI, XVII - XVIII.